# Carla Cabral
Carla Regina Freitas Cabral (Limeira, 21 de outubro de 1976) é uma atriz e empresária brasileira. Ficou mais conhecida ao interpretar Das Dores na telenovela Xica da Silva exibida pela Rede Manchete e Marina/Renata em Seus Olhos exibida pelo Sistema Brasileiro de Televisão (SBT).

## Carreira
Carla Cabral foi descoberta por Walter Avancini e atuou em quatro novelas do diretor na Rede Manchete, em geral no elenco principal, sendo a heroína romântica Maria das Dores em Xica da Silva e a protagonista Juliana em Mandacaru. Participou de alguns trabalhos na Rede Globo, como A Casa das Sete Mulheres, a veterinária Dora em O Clone, entre outros.
Após sair da Globo, foi protagonista da telenovela Seus Olhos, do SBT, em 2004. Ainda nesse ano, protagonizou, ao lado de Fábio Assunção, seu primeiro longa-metragem Espelho d'Água - Uma Viagem no Rio São Francisco, com direção de Marcus Vinícius Cezar.
Em telenovelas na Rede Record, foi uma das protagonistas de Essas Mulheres, interpretando a cortesã Maria da Glória/Lúcia, personagem livremente inspirada em um romance de José de Alencar. Em Cidadão Brasileiro, foi Carolina, a mulher do protagonista Antonio Maciel. Interpretou a Rainha Formiga em Os Mutantes: Caminhos do Coração, de 2008. Em 2009 a atriz fez parte do elenco de Bela, a Feia, da Record, como a vilã Cíntia.
Em 2012 mudou o nome artístico Carla Regina para Carla Cabral. O primeiro trabalho na TV em que foi creditada assim foi José do Egito, em 2013, em que interpreta Bila. Ainda no mesmo ano integra o elenco de Pecado Mortal como a stripper Laura Leblon, papel que lhe rendeu uma indicação ao Prêmio Contigo! de TV de melhor atriz coadjuvante em 2014. Após esse trabalho, não renovou seu contrato com a emissora.
Carla foi escolhida modelo de capa da revista Sexy em abril de 2007, com fotos tiradas por Bob Wolfenson.

## Filmografia

### Televisão
| Ano     | Título                   | Personagem                          | Notas                                      |
| ------- | ------------------------ | ----------------------------------- | ------------------------------------------ |
| 1987–90 | Oradukapeta              | Assistente de palco                 |                                            |
| 1991–93 | Show do Mallandro        | Assistente de palco                 |                                            |
| 1994    | Quatro por Quatro        | Joana                               | Episódio: "4 de agosto"                    |
| 1995    | Malhação                 | Jane                                | Temporada 1                                |
| 1995    | Tocaia Grande            | Diná Ambrósio                       |                                            |
| 1996    | Xica da Silva            | Maria das Dores Sampaio (Das Dores) |                                            |
| 1997    | Mandacaru                | Juliana Guedes                      |                                            |
| 1998    | Brida                    | Elisa                               | Episódios: "10–18 de outubro"              |
| 1999    | Chiquinha Gonzaga        | Aline Marins                        |                                            |
| 1999    | Andando nas Nuvens       | Ana Paula Manosso                   |                                            |
| 1999    | Você Decide              | Pâmela                              | Episódio "Liberdade"                       |
| 2000    | Você Decide              | Dida                                | Episódio "Golpe de Mestre"                 |
| 2000    | Marcas da Paixão         | Margarida Gomes Maia (Guida)        |                                            |
| 2002    | O Clone                  | Dora                                | Participação                               |
| 2003    | A Casa das Sete Mulheres | Tânia                               |                                            |
| 2003    | Malhação                 | Drª. Anna Paula                     | Temporada 10                               |
| 2004    | Seus Olhos               | Renata Martelli                     |                                            |
| 2004    | Seus Olhos               | Marina Gonzaga                      |                                            |
| 2005    | Essas Mulheres           | Maria da Glória Assunção (Glória)   |                                            |
| 2005    | Essas Mulheres           | Lúcia Brenner                       |                                            |
| 2006    | Cidadão Brasileiro       | Carol Castanho                      |                                            |
| 2007    | Guerra e Paz             | Dorinha                             | Especial de fim de ano                     |
| 2008    | Casos e Acasos           | Carol                               | Episódio "O Flagra, a Demissão e a Adoção" |
| 2008    | Os Mutantes              | Rainha                              | Episódios: "11 de julho–15 de setembro"    |
| 2009    | Bela, a Feia             | Cíntia Alcântara                    |                                            |
| 2013    | José do Egito            | Bila                                |                                            |
| 2013    | Pecado Mortal            | Laura Leblon                        |                                            |

### Cinema
| Ano  | Titulo                                       | Personagem     |
| ---- | -------------------------------------------- | -------------- |
| 2003 | O Caminho das Nuvens                         | Atriz mexicana |
| 2004 | Espelho D'água - Viagem ao Rio São Francisco | Celeste        |
| 2011 | As Doze Estrelas                             | Ângela Vésper  |
| 2012 | O Grande Kilapy                              | Beldade        |